# Sentosa (Grong Grong)
Sentosa is een bestuurslaag in het regentschap Pidie van de provincie Atjeh, Indonesië. Sentosa telt 246 inwoners (volkstelling 2010).